# مخطط مالي
المخطط المالي أو المخطط المالي الشخصي: هو شخص محترف في إعداد الخطط المالية للأشخاص، وغالباً ما تشمل هذه الخطط المالية على إدارة التدفق النقدي، والتخطيط المالي للتقاعد، والتخطيط الاستثماري، وإدارة المخاطر المالية، وتخطيط النشاط التأميني، والتخطيط الضريبي، والتخطيط العقاري، وتخطيط التعاقب الوظيفي (لأصحاب الأعمال).

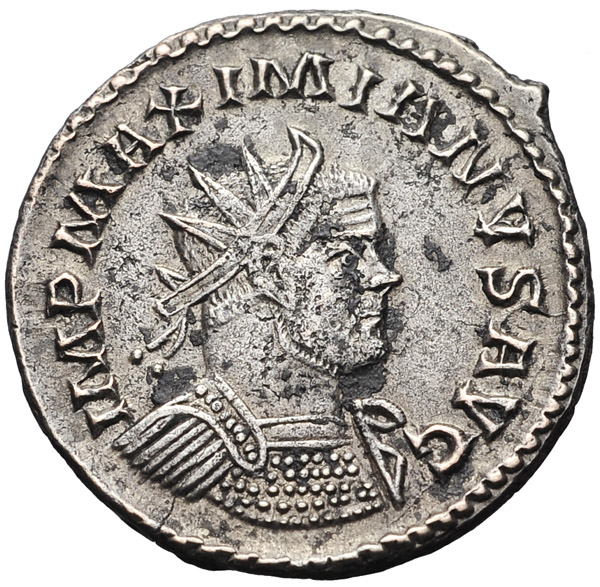
التمويل الشخصي : الائتمان - الدين قرض عقاري - قرض سيارة - بطاقة ائتمان - قرض شخصي غير مضمون – قروض الطلاب - الرهن – قرض مقابل الملكية- قرض قصير الأجل- قرض متوقع استرداد - إعادة التمويل - توطيد الدين - الإفلاس عقد التوظيف الراتب - الأجرة – استبدال لراتب – امتلاك الموظف للأسهم – استحقاقات الموظف. التقاعد :راتب التقاعد المنفعة المحددة - المساهمة المحددة - الضمان الاجتماعي. الميزانية الشخصية والاستثمار: مخطط مالي - مستشار مالي - سمسار الأوراق المالية - الاستقلال المالي – التخطيط العقاري – صندوق ائتمان جماعي. انظر أيضا : البنك – جمعية تعاونية - اتحاد الائتمان

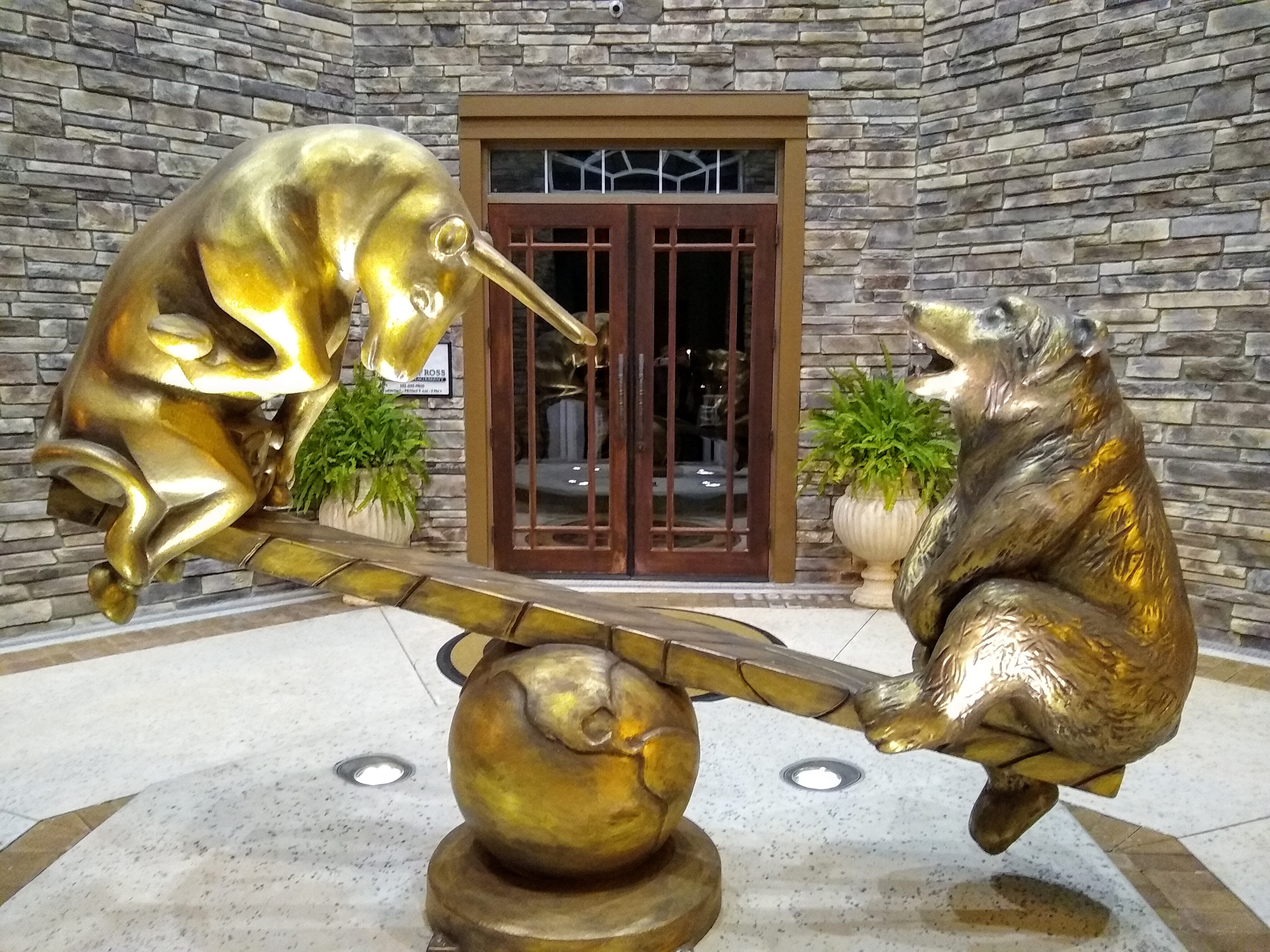
نحت الثور والدب على الأرجوحة أمام مكتب فروس وفروس لإدارة الثروة في قرى فلوريدا

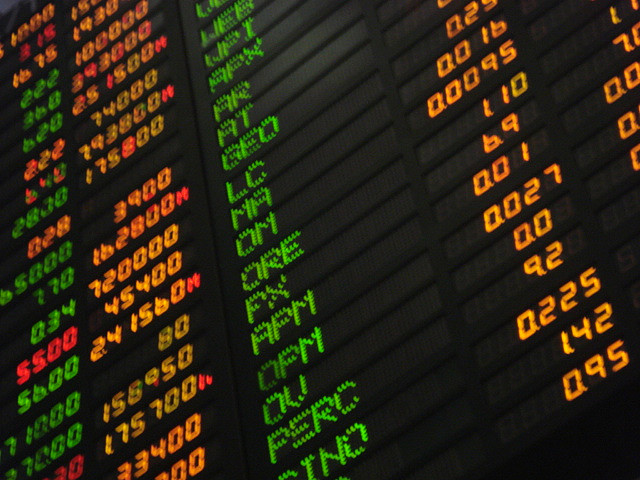
المالية: الأسواق -الأدوات المالية - الشركات - الشخصي- العمومي- المصرفي - التنظيم - القانون المالي -التاريخ الاقتصادي

## النطاق
يجب أن يشمل التخطيط المالي جميع مجالات احتياجات العميل المالية، ويجب أن يؤدي أيضاً إلى تحقيق كل هدف من أهداف العميل المطلوبة. عادةً ما يتضمن نطاق التخطيط ما يلي:
1. إدارة المخاطر المالية والتخطيط للتصرف بالأملاك: إدارة مخاطر التدفق النقدي من خلال الإدارة السليمة للمخاطر وطرق التأمين.
2. قضايا الاستثمار والتخطيط: التخطيط، والإنشاء، وإدارة رأس المال المتراكم لزيادة رأس المال المستقبلي وإعادة الاستثمار والانفاق للتدفق النقدي، بما في ذلك إدارة عائدات المخاطر، والتعامل مع التضخم المالي.
3. التخطيط المالي للتقاعد: التخطيط لضمان الاستقلال المالي عند التقاعد بما في ذلك خطة التقاعد K401 .. إلى آخره.
4. التخطيط الضريبي: التخطيط لخفض الالتزامات الضريبية وتحرير التدفقات النقدية لأغراض أخرى.
5. التخطيط العقاري: التخطيط لإنشاء الأصول وتجميعها وحفظها وتوزيعها.
6. إدارة الالتزامات والتدفق النقدي: الحفاظ على التدفقات النقدية الشخصية وتحسينها من خلال إدارة الديون ونمط الحياة.

## العملية
وصفت عملية التخطيط المالي الشخصي في منظمة المعايير الدولية بالرقم 22222: 2005 في ست خطوات:
1. إنشاء تعريف العلاقة بين العميل والمخطط المالي الشخصي
2. جمع بيانات العميل وتحديد الأهداف والتوقعات
3. تحليل وتقييم الوضع المالي للعميل
4. تطوير وعرض الخطة المالية
5. تنفيذ توصيات التخطيط المالي
6. مراقبة الخطة المالية وعلاقة التخطيط المالي

## الترخيص والأنظمة والتنظيم الذاتي
لا يوجد مسمى «المخطط المالي» في الكثير من البلدان.

### أستراليا
في أستراليا، يجب على الشركة التي تقدم خدمات مالية الحصول على ترخيص من الهيئة الرقابية الأسترالي.
ومع ذلك، لا توجد متطلبات للأفراد الذين يقدمون المشورة المالية، وينص موقع الهيئة الرقابية الأسترالية على أن «الحصول على ترخيص الخدمات المالية الأسترالي لا يوفر ضمانًا لجودة ونزاهدمات المرخص له».

### الهند
مجلس معايير التخطيط المالي الهندي

### ماليزيا
قدمت لجنة الأوراق المالية بماليزيا تشريعات من خلال التعديلات التي أُدخلت على قانون صناعة الأوراق المالية في عام 2003 لتنظيم التخطيط المالي واستخدام لقب أو «لقب ذي الصلة» لـ «المخطط المالي» أو للقيام بأنشطة تتعلق بالتخطيط المالي.
في عام 2005، تشترط التعديلات التي أدخلت على قانون التأمين الماليزي على الذين يقومون بأعمال استشارية مالية (بما في ذلك أنشطة التخطيط المالي المتعلقة بالتأمين) أو يستخدمون لقب مستشار مالي في شركتهم (مثل سنغافورة يجب أن تكون البنية المؤسسة) للحصول على ترخيص من بنك نيجارا الماليزي.
يُعفى مقدمي الخدمات الاستشارية المالية من الترخيص كمتطلب ممارس.

### سنغافورة
اتخضع الخدمات المالية في سنغافورة إلى درجة عالية من التنظيم لدى السلطة النقدية في سنغافورة، وهي الجهة المنظمة والمشرفة على المؤسسات المالية في سنغافورة.
يتم وضع اللوائح من قبل السلطة النقدية في سنغافورة للمؤسسات المالية ويتم تنفيذها خلال التشريعات واللوائح والتوجيهات والاشعارات. يعتمد غالبية المخططين الماليين (المستشارين الماليين) في الوقت الحالي على العمولة، مما قد يؤدي إلى تعارض في المصالح المتعلقة بالمنتجات الموصى بها.
في عام 2015، تم تنفيذ سجل الأداء المتوازن لتحسين محاذاة المصالح لصناعة (إف أي) والمستهلكين، وهذا يضمن مؤشرات الأداء الرئيسي لممثلي ومشرفي (أف أي) التي لا تتعلق بالمبيعات، مثل تقديم توصيات المنتج المناسبة والكشف المناسب عن المعلومات الجوهرية للعملاء (مؤشرات الأداء الرئيسية غير المتعلقة بالمبيعات). 
ستتأثر العمولة فورًا عند تحقيق علامات سيئة في مؤشرات الأداء الرئيسية غير المتعلقة بالمبيعات
(الدخل المتغير).

### نيوزيلندا
توفر هيئة الأسواق المالية (لجنة الأوراق المالية سابقًا) تفويضًا للأفراد الذين يقدمون استشارات مالية شخصية أو خدمات التخطيط الاستثماري أو خدمات إدارة الاستثمار التقديرية.
ويُشار إلى الأفراد الذين يحصلون على هذا التفويض كمستشار مالي معتمد، ومن أجل الحصول على التفويض، يجب على الأفراد إكمال الشهادة الوطنية في الخدمات المالية (الاستشارات المالية) (المستوى 5).